# Paddy Considine
Patrick George Considine (Staffordshire, 5 de setembro de 1973) é um ator, cineasta, roteirista e músico inglês. Ele é reconhecido por interpretar primordialmente anti-heróis e personagens emocionalmente vulneráveis e também é conhecido por suas colaborações frequentes com cineasta e diretor Shane Meadows. Ele ganhou notoriedade no começo da década de 2000 com uma série de atuações em filmes independentes que levaram o jornal The Observer a o descrever como "o segredo mais bem guardado dos filmes britânicos". Em 2022, ganhou renovada notoriedade ao interpretar o rei Viserys I Targaryen na série House of the Dragon. Ao longo de sua carreira, por seu trabalho como diretor e ator nos palcos e nas telas, recebeu vários prêmios, incluindo dois British Academy Film Awards (BATFA), três Evening Standard British Film Awards, três British Independent Film Awards e um Leão de Prata. Também recebeu indicações para diversos prêmios e honrarias, como o Screen Actors Guild Awards e o Tony Awards.